# Pseudina
Pseudina is een geslacht van vlinders van de familie Uilen (Noctuidae), uit de onderfamilie Hadeninae.

## Soorten
- P. albina Hampson, 1910
- P. cyanostigma Dognin, 1907
- P. fatuella Dognin, 1891
- P. vellerea Guenée, 1852